# Comté de Kingsbury
Pour les articles homonymes, voir Kingsbury.
Le comté de Kingsbury est un comté situé dans l'État du Dakota du Sud, aux États-Unis. En 2010, sa population est de 5 148 habitants. Son siège est De Smet.

## Histoire
Créé en 1873, le comté est nommé en l'honneur des frères George W. et T. A. Kingsbury, membres de la législature du territoire du Dakota.

## Villes du comté
- Cities :
  - Arlington
  - De Smet
  - Iroquois
  - Lake Preston
  - Oldham
- Towns :
  - Badger
  - Bancroft
  - Erwin
  - Hetland

## Démographie
Selon l'American Community Survey, en 2010, 96,39 % de la population âgée de plus de 5 ans déclare parler l'anglais à la maison, 1,53 % l'allemand, 1,26 % l'espagnol et 0,82 % une autre langue.
| 1880  | 1890  | 1900  | 1910   | 1920   | 1930   |
| ----- | ----- | ----- | ------ | ------ | ------ |
| 1 102 | 8 562 | 9 866 | 12 560 | 12 802 | 12 805 |

| 1940   | 1950  | 1960  | 1970  | 1980  | 1990  |
| ------ | ----- | ----- | ----- | ----- | ----- |
| 10 831 | 9 962 | 9 227 | 7 657 | 6 679 | 5 925 |

| 2000  | 2010  | - | - | - | - |
| ----- | ----- | - | - | - | - |
| 5 815 | 5 148 | - | - | - | - |